# Ferid Murad
Ferid Murad, ameriški zdravnik, farmakolog in akademik albanskega rodu, nobelovec, * 14. september 1936, Whiting, Indiana, Združene države Amerike, † 4. september 2023, Menlo Park, Kalifornija, ZDA.
Za odkritje signalne vloge dušikovega oksida v srčnožilnem sistemu je leta 1998 skupaj z Robertom Furchgottom in Louisom Ignarrom prejel Nobelovo nagrado za fiziologijo ali medicino.

## Življenjepis
Rodil se je kot sin albanskega imigranta Jabirja Murata Ejupija in Henriette Josephine Bowman. Družina ni bila premožna in skupaj z bratoma je kot otrok redno delal v družinski restavraciji. Kot uspešen dijak je dobil štipendijo za študij na Univerzi DePauw v Indiani, kjer je spoznal bodočo ženo Carol Ann Leopold, poročila sta se nekaj tednov po njegovi diplomi leta 1958. Že kot otrok je želel postati zdravnik, zato je po nasvetu kolegov vpisal študij medicine na Univerzi Western Reserve (danes Univerza Case Western Reserve) v Clevelandu. Tam je obiskoval kombinirani program za pridobitev nazivov doktor znanosti in doktor medicine pod mentorstvom kasnejšega nobelovca Earla Sutherlanda ml. ter njegovega pomočnika, docenta Theodora Ralla. Pod njunim vodstvom se je pričel ukvarjati s farmakologijo, predvsem z različnimi vplivi na sintezo sekundarnega obveščevalca, cikličnega AMP v tkivih. Doktoriral je leta 1965 in leta 1967 opravil klinično prakso, do takrat je imel z ženo že 5 otrok.
Po končanem študiju je tri leta deloval na Nacionalnih inštitutih za zdravje, nato pa je postal docent na medicinski fakulteti Univerze Virginije. Do leta 1975 je napredoval do profesorja in direktorja centra za klinične raziskave. V tem času je izvedel serijo poskusov, s katero je dokazal, da nitroglicerin in sorodna zdravila za srce v tkivih sprožijo sintezo dušikovega oksida, ki povzroča širjenje krvnih žil v teh tkivih. Leta 1981 je odšel na Univerzo Stanford, kjer je postal profesor medicine in farmakologije ter zdravstveni direktor učne bolnišnice te univerze.
Akademsko kariero je prekinil leta 1988 in se zaposlil pri farmacevtski korporaciji Abbott Laboratories, kjer je postal podpredsednik oddelka za raziskave in razvoj. V tej vlogi je vodil številne programe razvoja zdravil, s poudarkom na svoji specializaciji, celičnem signaliziranju z dušikovim oksidom in cikličnim GMP. Po nekaj letih se je naveličal pritiska vodstva na raziskovalne usmeritve, zato je zapustil podjetje in ustanovil svoje, Molecular Geriatrics Corporation. To zaradi težav s financiranjem ni bilo uspešno, zato se je vrnil v akademske vode in leta 1997 postal vodja novega oddelka za integrativno biologijo, farmakologijo in fiziologijo na medicinski fakulteti Univerze Teksasa v Houstonu. Ob koncu kariere je deloval na Univerzi Georgea Washingtona v Washingtonu, D.C. ter v svetovalnih ali direktorskih odborih več farmacevtskih podjetij.
Nekaj let po njegovem odkritju signalne vloge dušikovega oksida je Robert Furchgott neodvisno od njega odkril snov, ki sprošča mišice endotelija, in jo poimenoval endotelijski sproščujoči dejavnik (endothelium-derived relaxing factor, EDRF). Louis Ignarro je kasneje odkril, da gre za dušikov oksid. Odkritje je med drugim vodilo do razvoja sildenafil citrata (bolj znanega pod tržnim imenom viagra), učinkovine z delovanjem proti erektilni disfunkciji.

## Priznanja
Za svoje delo je Murad prejel številna priznanja, med njimi nagrado Alberta Laskerja za temeljne medicinske raziskave (1996) in leta 1998 skupaj s Furchgottom ter Ignarrom Nobelovo nagrado za fiziologijo ali medicino.
Izvoljen je bil za člana Nacionalne akademije znanosti ZDA, Ameriške akademije umetnosti in znanosti ter Kosovske akademije znanosti in umetnosti.